# Ling tosite sigure
Ling tosite sigure (jap. 凛として時雨 Rin Toshite Shigure; dosłownie „Zimny jak prysznic późną jesienią”) — japońskie trio grające post hardcore powstałe w 2002 roku w Saitamie.
Charakterystyczne dla zespołu są współgrające ze sobą wokale, męski i żeński, łączenie czystego oraz zawodzącego śpiewu z krzykiem. Muzykę cechuje żywiołowość, częste zmiany tempa, wykorzystanie różnych efektów. Słychać w niej wpływy math rocka. Ich utwór abnormalize został wykorzystany w openingu (czołówce) anime Psycho-Pass, utwór Enigmatic Feeling w Psycho-Pass 2, a Who What Who What w Psycho-Pass (film), dodatkowo w sztuce teatralnej Psycho-Pass: Virtue and Vice użyto utworu laser beamer, natomiast utwór Neighbormind został użyty jako temat przewodni w japońskiej wersji dubbingu Spider-Man: Daleko od domu. 
15 lat po opublikowaniu swojego debiutanckiego albumu studyjnego pt. #4, zespół wydał jego remaster zatytułowany #4 -Retornade-.

## Dyskografia

### Albumy
- #4 (9 listopada 2005)
- Inspiration is DEAD (22 sierpnia 2007)
- just A moment (13 maja 2009)
- still a Sigure virgin? (22 września 2010)
- i'mperfect (10 kwietnia 2013)
- Best of Tornado (kompilacja) (14 stycznia 2015)
- #5 (14 lutego 2018)
- #4 -Retornade- (remaster #4) (11 listopada 2020)
- Perfake Perfect (kompilacja +nowy, tytułowy utwór) (20 stycznia 2021)
- Last Aurorally (12 kwietnia 2023)

### EP, single & demo
- #1 (2002)
- #2 (14 września 2003)
- #3 (2004)
- Azayaka na Satsujin (鮮やかな殺人) (2004)
- Toshite (として) (2004)
- Feeling Your UFO (19 lipca 2006)
- Telecastic fake show (23 kwietnia 2008)
- moment A rhythm (24 grudnia 2008)
- abnormalize (14 listopada 2013)
- es or s  (2 września 2015)
- Neighbormind (28 czerwca 2019)
- laser beamer (3 lipca 2019)

### Inne utwory
- Enigmatic feeling (2014)
- Who What Who What (2015)

## Członkowie zespołu
- Tōru "TK" Kitajima (北嶋徹)(inne języki) — gitara, śpiew
- Miyoko "345"  Nakamura (中村美代子) — gitara basowa, śpiew
- Masatoshi "Pierre" Nakano (ピエール中野) — perkusja

## Byli członkowie zespołu
- Noda MEN (野田MEN) — perkusja (2002–2004)